# Zacualpa Dos
Zacualpa Dos är en ort i Mexiko.   Den ligger i kommunen Escuintla och delstaten Chiapas, i den sydöstra delen av landet, 800 km sydost om huvudstaden Mexico City. Zacualpa Dos ligger 23 meter över havet och antalet invånare är 111.
Terrängen runt Zacualpa Dos är platt åt sydväst, men åt nordost är den kuperad. Runt Zacualpa Dos är det ganska tätbefolkat, med 80 invånare per kvadratkilometer. Närmaste större samhälle är Huixtla, 18,2 km sydost om Zacualpa Dos. Omgivningarna runt Zacualpa Dos är en mosaik av jordbruksmark och naturlig växtlighet.